# Cyrtopodium
Cyrtopodium – rodzaj roślin z monotypowego podplemienia Cyrtopodiinae z rodziny storczykowatych (Orchidaceae). Rodzaj obejmuje 48 gatunków oraz 1 hybrydę występujące w Ameryce Północnej, Ameryce Środkowej i Ameryce Południowej w takich krajach jak: Argentyna, Belize, Boliwia, Brazylia, Kajmany, Kolumbia, Kostaryka, Kuba, Dominikana, Ekwador, Salwador, Gujana, Gujana Francuska, Gwatemala, Haiti, Honduras, Meksyk, Nikaragua, Panama, Paragwaj, Peru, Portoryko, Surinam, Trynidad i Tobago, Urugwaj, Wenezuela, stan Floryda w Stanach Zjednoczonych.

## Systematyka
Rodzaj sklasyfikowany do podplemienia Cyrtopodiinae w plemieniu Cymbidieae, podrodzina epidendronowe (Epidendroideae), rodzina storczykowate (Orchidaceae), rząd szparagowce (Asparagales) w obrębie roślin jednoliściennych.
Wykaz gatunków
- Cyrtopodium aliciae L.Linden & Rolfe
- Cyrtopodium andersonii (Lamb. ex Andrews) R.Br.
- Cyrtopodium blanchetii Rchb.f.
- Cyrtopodium braemii L.C.Menezes
- Cyrtopodium brandonianum Barb.Rodr.
- Cyrtopodium cachimboense L.C.Menezes
- Cyrtopodium caiapoense L.C.Menezes
- Cyrtopodium cipoense L.C.Menezes
- Cyrtopodium confusum L.C.Menezes
- Cyrtopodium cristatum Lindl.
- Cyrtopodium dusenii Schltr.
- Cyrtopodium eugenii Rchb.f. & Warm.
- Cyrtopodium flavum (Nees) Link & Otto ex Rchb.
- Cyrtopodium fowliei L.C.Menezes
- Cyrtopodium gigas (Vell.) Hoehne
- Cyrtopodium glutiniferum Raddi
- Cyrtopodium gonzalezii L.C.Menezes
- Cyrtopodium graniticum G.A.Romero & Carnevali
- Cyrtopodium hatschbachii Pabst
- Cyrtopodium holstii L.C.Menezes
- Cyrtopodium josephense Barb.Rodr.
- Cyrtopodium kleinii J.A.N.Bat. & Bianch.
- Cyrtopodium lamellaticallosum J.A.N.Bat. & Bianch.
- Cyrtopodium latifolium Bianch. & J.A.N.Bat.
- Cyrtopodium linearifolium J.A.N.Bat. & Bianch.
- Cyrtopodium lissochiloides Hoehne & Schltr.
- Cyrtopodium longibulbosum Dodson & G.A.Romero
- Cyrtopodium macedoi J.A.N.Bat. & Bianch.
- Cyrtopodium macrobulbon (Lex.) G.A.Romero & Carnevali
- Cyrtopodium minutum L.C.Menezes
- Cyrtopodium naiguatae Schltr.
- Cyrtopodium pallidum Rchb.f. & Warm.
- Cyrtopodium palmifrons Rchb.f. & Warm.
- Cyrtopodium paludicola Hoehne
- Cyrtopodium paniculatum (Ruiz & Pav.) Garay
- Cyrtopodium parviflorum Lindl.
- Cyrtopodium pflanzii Schltr.
- Cyrtopodium poecilum Rchb.f. & Warm.
- Cyrtopodium punctatum (L.) Lindl.
- Cyrtopodium saintlegerianum Rchb.f.
- Cyrtopodium schargellii G.A.Romero, Aymard & Carnevali
- Cyrtopodium triste Rchb.f. & Warm.
- Cyrtopodium vernum Rchb.f. & Warm.
- Cyrtopodium vestitum G.A.Romero & Carnevali
- Cyrtopodium virescens Rchb.f. & Warm.
- Cyrtopodium willmorei Knowles & Westc.
- Cyrtopodium witeckii L.C.Menezes
- Cyrtopodium withneri L.C.Menezes

Wykaz hybryd
- Cyrtopodium × intermedium Brade